# Dinastija Kasniji Han
 Ovo je glavno značenje pojma Dinastija Kasniji Han. Za druga značenja pogledajte U kineskoj povijesti postoji mnogo poznatija i ranija Dinastija Han..
Dinastija Kasniji Han (kineski: 后汉 / 後漢, pinyin: Hòu Hàn) bila je kratkotrajna dinastija kineskih careva koja je vladala sjevernom Kinom od od 947. do 951. godine, odnosno četvrta, i posljednja Shatuo dinastija, od tzv. „Pet dinastija” koje su se izredale nakon propasti dinastije Tang.
Osnovana je 947. godine nakon što su prethodnu dinastiju Kasniji Jin svrgnuli Kitani iz dinastije Liao. Njihov vladar, međutim, nije htio uspostaviti vlast nad pokorenim područjem, te se povukao na sjever u „Šesnaest prefektura”, strateško područje od današnjeg Pekinga (tj. Hebeija) na zapad do Datonga (Shanxi) za koje su se sukobile države Pet Dinastija i Deset kraljevstava. To je iskoristio Shatuo guverner Taiyuana, Liu Zhiuyan, koji se proglasio carem nove dinastije Kasniji Han.
Kasniji Han je ostala upamćena kao jedna od najkratkovječnijih carskih dinastija. Već sljedeće godine je njen osnivač umro, a vlast preuzeo mladi i neiskusni car Yindi. Njega je nakon već tri godine svrgnuo Liu Zhiuyanov kineski savjetnik, Guo Wei, koji je osnovao dinastiju Kasniji Zhou, posljednju od Pet dinastija.
Ostaci carske obitelji su, međutim, uspjeli izbjeći u današnju pokrajinu Shanxi i osnovati državu Sjeverni Han, koja se pod zaštitom dinastije Liao održala sve do 979. godine.

## Vladari Kasnijeg Hana
| Hramsko ime (Miao Hao 廟號)             | Postumno ime (Shi Hao 諡號) | Prezime i osobno ime          | Godine vladavine | Prijestolno ime (Nian Hao 年號) s godinama trajanja |
| --------------------------------------- | --------------------------- | ----------------------------- | ---------------- | --------------------------------------------------- |
| Konvencionalno kineski: prezime, pa ime |                             |                               |                  |                                                     |
| Gāozǔ 高祖                              | Hòuhàn Gāozǔ 後漢高祖       | Liǔ Zhīyuǎn (刘知远; 劉知遠)  | 947. – 948.      | Tiānfú 天福 947. Qiányòu 乾祐 948.                  |
| nije postojalo                          | Yǐndì (隐帝; 隱帝)          | Liǔ Chéngyòu (刘承祐; 劉承祐) | 948. – 951.      | Qiányòu 乾祐 948. – 951.                            |